# Corocotta

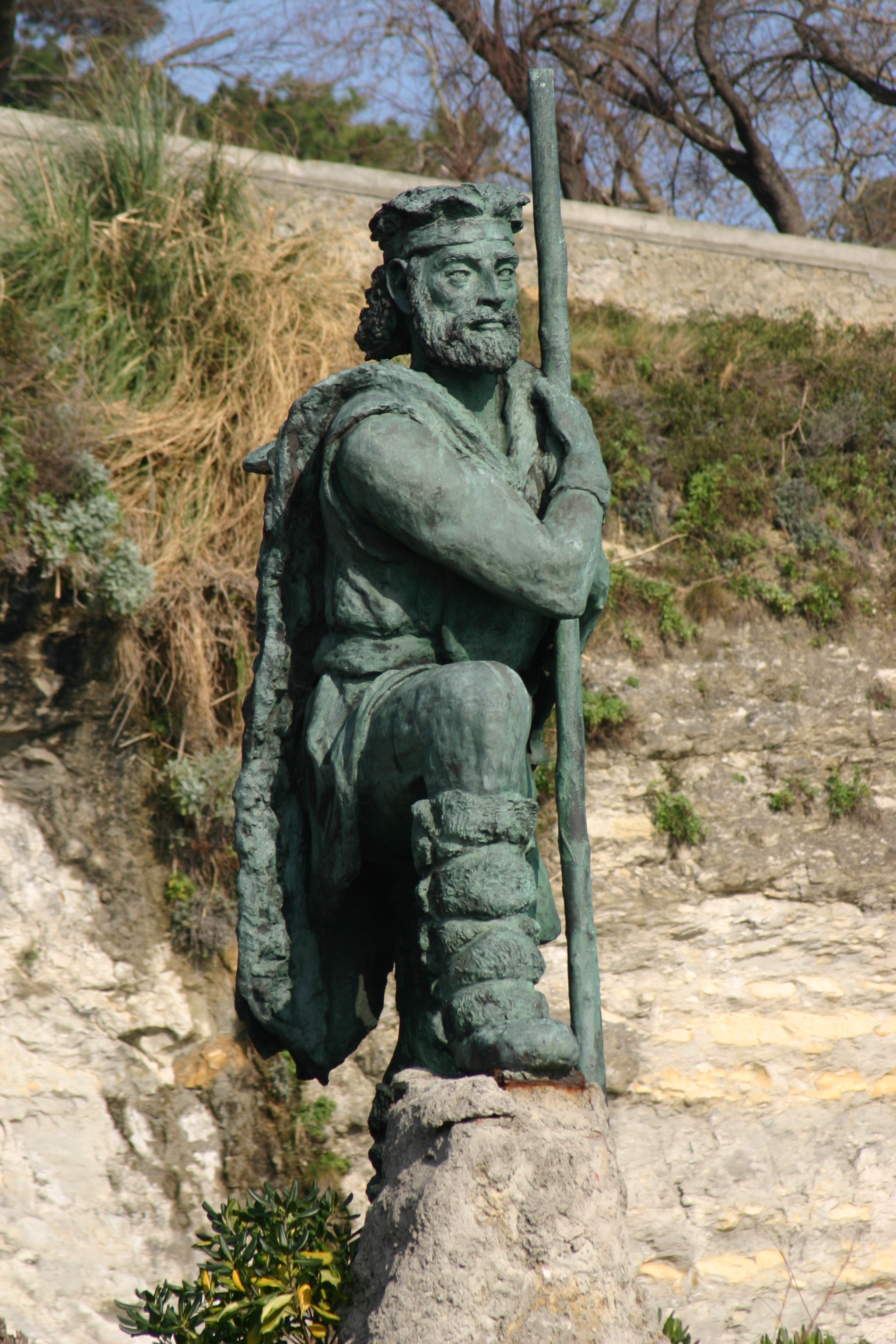
Monumento al cántabro en Santander.

Corocotta es un personaje de la Antigüedad de la península ibérica (siglo I a. C.), cuya existencia se conoce únicamente por una sola cita del historiador romano Dion Casio que, según su traducción más difundida, la de Adolf Schulten, reza así:

Irritose tanto [Augusto] al principio contra un tal Corocotta, ladrón hispano muy poderoso, que hizo pregonar una recompensa de doscientos mil sestercios a quien lo apresase; pero más tarde, como se le presentase espontáneamente, no solo no le hizo ningún daño, sino que encima le regaló aquella suma.
Dión Casio 56, 43, 3 (traducción de A. Schulten en Fontes Hispaniae Antiquae, vol. V, Barcelona, 1940, p. 335)

## Controversia sobre el personaje
Desde que Adolf Schulten publicó su tesis de que Corocotta fue un importante héroe de la resistencia ante Roma, un caudillo local durante las guerras cántabras de Augusto, basada en su interpretación de la única cita disponible sobre el personaje (Dión Casio LVI, 43, 3), fue esta la que se impuso sin discusión en la bibliografía experta, cántabra y española, lo que ha motivado que hoy en día Corocotta incluso tenga una importante presencia social y cultural en Cantabria, así como en Internet.

### La tesis cantabrista
La tesis tradicional presenta a Corocotta como héroe de la resistencia contra Roma, como unificador y caudillo local durante las guerras cántabras de Augusto.
Según Adolf Schulten, Corocotta luchó en las guerras cántabras contra Roma durante los años 29 a 19 a. C. Al mando de las unificadas tribus de la región, causó numerosos problemas al ejército romano. Fue tal su fama que durante la campaña del emperador Augusto en Hispania, entre los años 26–25 a. C., este puso el precio de 200.000 sestercios a su cabeza. Fue el propio Corocotta el que se presentó en el campamento para cobrar la recompensa, ante el asombro del emperador, el cual, ante su gesto de valentía, le dejó marchar libre tras otorgarle la recompensa.
Adolf Schulten argumenta su tesis en el hecho de que:

Dión lo refiere con ocasión de la muerte de Augusto en el año 14 después de Jesucristo para demostrar su clemencia. Tratándose de una guerra en Iberia, y no habiendo habido en Iberia otra en tiempo de Augusto que la cantabro-astúrica, este Corocotta debe haber sido algún jefe de los Cántabros o Astures. Y como Corocotta se rindió al propio Augusto, debe situarse el suceso en los años 25-26, es decir, cuando Augusto personalmente estaba en Cantabria.
Adolf Schulten, Los cántabros y astures y su guerra con Roma, Madrid, 1962.

También según Adolf Schulten, «su nombre más bien parece céltico, con la raíz Coroc-, que se encuentra en los nombres Coruc-us, Coroc-aucus en Lusitania, donde existe también Corocuta (CIL, II, 550), que viene a ser lo mismo que Corocotta». Y es usado en el británico en la misma formación Carataco, otro caudillo guerrero durante la conquista de Britannia. Abundando en esta cuestión, la raíz C(o)ro(c)- puede ser encontrada en la epigrafía peninsular bajo diversas variantes:
Coroc-: Chaves (Portugal)
Coroc-uta: Mérida (Badajoz)
Coroc-(a)udius y Coroc-audi: Braganza (Portugal)
Croc-i: Braganza y Valpaços (Portugal)
Croquet-a: Ciempozuelos, Valdemoro y Titulcia (Madrid)
Croc-(a): Castro del Parque Olimpia (Madrid)
Estas tesis son seguidas por las de autores contemporáneos como Joaquín González Echegaray (Los Cántabros, 1997) o Eduardo Peralta Labrador (Los cántabros antes de Roma, 2000), que añaden como evidencia el hecho de que:

El nombre del caudillo cántabro Corocotta es de la misma raíz que la del dios (Corono), por lo que cabe suponer que el jefe cántabro se sintiese especialmente vinculado al arquetipo divino cuyo comportamiento imitaba al frente de sus tropas (el segundo elemento de su nombre es el celta "cotto", "viejo").
Los cántabros antes de Roma, pág. 226

Asimismo, Coronus es el nombre de un dios guerrero frecuente en Hispania y también Corona el de un soldado de la Legio VII Gemina (267 p. 49). Su radical, coro-, es probable que porte la raíz indoeuropea *koros, presente en el céltico corio, ‘tropa’ (TLG 57), y en el antiguo irlandés cuire. (Véase el término Coroña, toponimia asturiana). 
El investigador cántabro Jesús Maroñas, acerca de la segunda parte del nombre Coro-cotta da la siguiente explicación: "Por un lado conocemos la voz céltica kottos, 'viejo', atestiguada en antropónimos como Cottus, Cotta, Cottius, Cotthios, y algunos derivados como Cottilus o en el nombre de alguna tribu, caso de los Ate-cotti, 'los más viejos', etcétera".
El céltico kottos sobrevive en el bretón coz y en el antiguo córnico coth, "viejo".
1.- El significado no ha de tomarse siempre literalmente, ya que "viejo" equivale a "veterano" o "respetable", puesto que en el caso de los cántabros se sabe que los ancianos eran muy respetados dentro de su sociedad.
2.- Por otro lado, el celta conoce también la voz kutios, "nombre del sexto mes del año", que en el calendario de Coligny aparece mencionado entre los de Ogronn- y Giamonios, mencionado en nominativo (gutios, cut-) y en genitivo (cutio, qutio, quti). La alternancia sorda/sonora inicial K-/G- es frecuente en otros casos hallados en el mismo calendario.
El vocablo kutios pervive en el antiguo irlandés guth, "voz", y en el galo gutuater, "el que invoca".
Por tanto, Corocotta podría significar "la voz", "el guía", "el que convoca al ejército".

### La tesis norteafricana
La tesis norteafricana es la mantenida por Alicia M. Canto en los años 2004-2005. Esta autora ha venido sosteniendo que Corocotta no fue ni cántabro ni héroe, ni tuvo papel alguno en las guerras cántabras, sino un afamado y audaz ladrón, de probable origen norteafricano. Para ello se basa en distintos argumentos, entre los cuales figuran los siguientes:
- Una traducción del texto griego de Dión Casio, más exacta que la hecha por Schulten (cf. arriba), que pone en evidencia que Dión no le define en realidad, como se viene repitiendo, como "bandolero español" o "bandido hispano", sino como "cierto bandido en Hispania" (tína lestén én Ibería), lo que no solo no confirma ni autoriza a deducir un origen cántabro, sino que más bien sugiere una procedencia no hispana.[2]

- Dión Casio no cita a Corocotta dentro del relato de las guerras cántabras, de las que trata en sus libros LIII y LIV, donde hubiera sido el lugar adecuado desde la perspectiva de la técnica histórica, sino dos libros después, en el LVI, y en el marco de un elogio general de la clemencia de Augusto, que acababa de fallecer. Esto es, la cita no se adecúa ni al contexto histórico, ni a la fecha de las guerras.

- Según ella, la atribución cronológica y circunstancial del incidente con Augusto en el escenario de las guerras cántabras fue hecha por Schulten sin una base real. Pero podría ubicarse en cualquiera de las estancias de Augusto ya como emperador en Hispania (caso en el que hay que recordar que este pasó la mayor parte de las guerras cántabras en Tarraco, como es bien sabido), y tampoco hay mención alguna en Dión Casio de que recibiera a Corocotta en ningún "campamento", o de que este "se rindiera", todo lo cual fue afirmado por el autor alemán. Incluso toda la anécdota pudo ocurrir en cualquier otro lugar. Fue la enorme influencia que Schulten tenía en España la que hizo a todo el mundo aceptar su interpretación.

- La misma actitud de Corocotta, al presentarse ante el enemigo para cobrar, a título personal, la recompensa por su captura,[3] resulta impropia, e ilógica, si se tratara de un verdadero "héroe de la resistencia indígena".

- Por último, según el estudio del nombre del bandolero, Corocotta (que podría proceder del conocido animal originario de África, la krokóttas griega, citada ya en el siglo V a. C., y no sería céltico en el sentido que propugnó Schulten) sería un apodo o mote muy congruente con lo anterior: "el Hiena" o "el Chacal", en adecuada consonancia con la que sería la verdadera profesión del personaje. Esta idea se refuerza con un documento tardío, llamado Testamentum Porcelli, cuyo protagonista se llama M. Grunnius Corocotta, y que era posiblemente originario de la región de Tebeste, cerca de Cartago, en el moderno Túnez. Desde esa misma zona pudo pasar a actuar en Hispania el Corocotta citado por Dión Casio.

La autora anunció otro artículo más extenso al respecto; pero entre tanto, en otoño de 2008 sus hipótesis fueron aceptadas de plano por varios expertos de las universidades de Cantabria y Zaragoza, en una conocida monografía, dando lugar su presentación pública a diversos titulares de prensa, muy explícitos al respecto. Los mismos autores, no obstante, señalan que en cualquier caso todo esto puede ser revisado en unos años, y que los estudios arqueológicos que se realizan en los yacimientos pueden aportar nuevos conocimientos sobre la figura de Corocotta y los cántabros en la antigüedad.

## Corocotta como reclamo turístico
En la actualidad, la figura de Corocotta es uno de los símbolos culturales y turísticos de Cantabria. En cualquier pueblo se encontrarán colgantes, estatuas artesanales o incluso pines del legendario personaje. Los recuerdos suelen ser vendidos junto a un pequeño folleto en el que se dan nociones históricas, además de asegurarse el carácter fuerte y fiero del personaje, así como su destreza con las armas.

## Corocotta en la cultura
La figura de Corocotta ha sido representada en algunas obras de ficción como:
- 1980: Los cántabros, película dirigida por Paul Naschy, además de hacer el papel de Agripa, y con Dan Barry en el papel de Corocotta. Esta película muestra las guerras cántabras y un hipotético enfrentamiento entre Corocotta y el general romano Agripa.
- 2005: El último soldurio, libro escrito por el periodista Javier Lorenzo y que relata de forma fantasiosa la vida de Corocotta. Narra desde su infancia en Cantabria hasta su muerte en las guerras cántabras, pasando por lugares tan lejanos como Britania, el norte de África e incluso la ciudad de Roma como guardaespaldas del mismísimo Julio César.
- 2010: El mundo de Corocotta, obra teatral de Fernando Rebanal. Estrenada en 2010 por la compañía Sileno Teatro, repasa de forma amena el modo de vida cántabro, las técnicas de lucha de romanos y cántabros, y dramatiza el encuentro entre Corocotta y Augusto, huyendo de tópicos y proponiendo la teoría de un pacto. La obra fue interpretada por José María Pertusa y Fernando Rebanal, quien además dirigió la puesta en escena.